# Jyrki Terävuo
Jyrki Terävuo (* 23. September 1965 in Turku) ist ein ehemaliger finnischer Radrennfahrer und nationaler Meister im Radsport.

## Sportliche Laufbahn
Terävuo war im Bahnradsport und im Straßenradsport aktiv. Seinen ersten nationalen Titel holte er 1984 mit dem Gewinn der Meisterschaft in der Mannschaftsverfolgung. 1987 war er erneut in der Meisterschaft erfolgreich. 1988 verteidigte er mit Vesa Mattila, Jari Lähde und Miika Hietanen den Titel erfolgreich. 1989 und 1990 wurde er erneut Meister in dieser Disziplin.
Auf der Straße wurde er 1986 bis 1988 Meister im Einzelzeitfahren. 1998 und 1999 gewann er die Meisterschaft im Kriterium. 1996 gewann er das Rennen Tuusulanjärven ympäriajo.